# Балакаускас, Йонас Освальдас
Йонас Освальдас Балакаускас (р. 19 октября 1937) — советский и литовский композитор, работающий в направлении классической музыки, музыкальный педагог и дипломат; лауреат Национальной премии Литвы по культуре и искусству (1996).

## Биография
В 1957 году закончил обучение в Вильнюсском музыкальном училище имени Ю. Таллат-Кялпши на факультете хорового дирижирования. Окончил Вильнюсский педагогический университет в 1961 году. После службы в армии с 1964 года изучал композицию под руководством Лятошинского и Скорика в Киевской консерватории до 1969 года. В 1968—1972 годах был редактором издательства «Музична Україна» в Киеве.
В 1992—1994 годах находился на дипломатической службе, был послом Литвы во Франции, Испании и Португалии. В 1996 году был удостоен Национальной премии Литвы, вручаемой за достижения в искусстве. В настоящее время возглавляет кафедру композиции Литовской академии музыки и театра. Его творческое наследие включает концерты, симфонии, камерно-инструментальную музыку.

## Награды и звания
- Национальная премия Литвы по культуре и искусству (1996)
- Командорский крест Ордена Великого князя Литовского Гядиминаса (1999)[4]